# Albert Pasche
Albert-André Pasche, né à Plainpalais (Genève) le 27 décembre 1873 et mort à Besançon le 27 juin 1964, est un sculpteur français.

## Biographie
Né en Suisse, de parents français, il est le fils d'un ingénieur horloger, Louis Daniel Pasche. Albert Pasche est élève à l'École des beaux-arts de Paris dans les ateliers d'Alexandre Falguière et d'Antonin Mercié. Il est professeur à l'école des beaux-arts de Besançon. Il expose à Paris au Salon des artistes français, dont il devient membre en 1905. Il y remporte plusieurs médailles, notamment pour Ariane Abandonnée (1903) et pour le Monument funéraire de Clarisse Bourdeney (1909, Paris, cimetière du Père-Lachaise). Il hérite en 1919, de Laure Bourdenet, du château d'Étrabonne. Ayant des problèmes oculaires, il se lie avec l'ophtalmologue Paul Bailliart.

## Distinction
Albert Pasche est nommé chevalier de l'ordre national de la Légion d'honneur par décret du 1er février 1939.

## Œuvres dans les collections publiques
- Besançon :
  - parc des Glacis : Monument aux morts.
  - cimetière des Chaprais : Monument funéraire de la famille Pasche, marbre blanc.
- Fournets-Luisans : Grand Christ en croix ornant le mausolée d'Albert Pasche[5].
- Étrabonne : Monument aux morts.

## Galerie photos

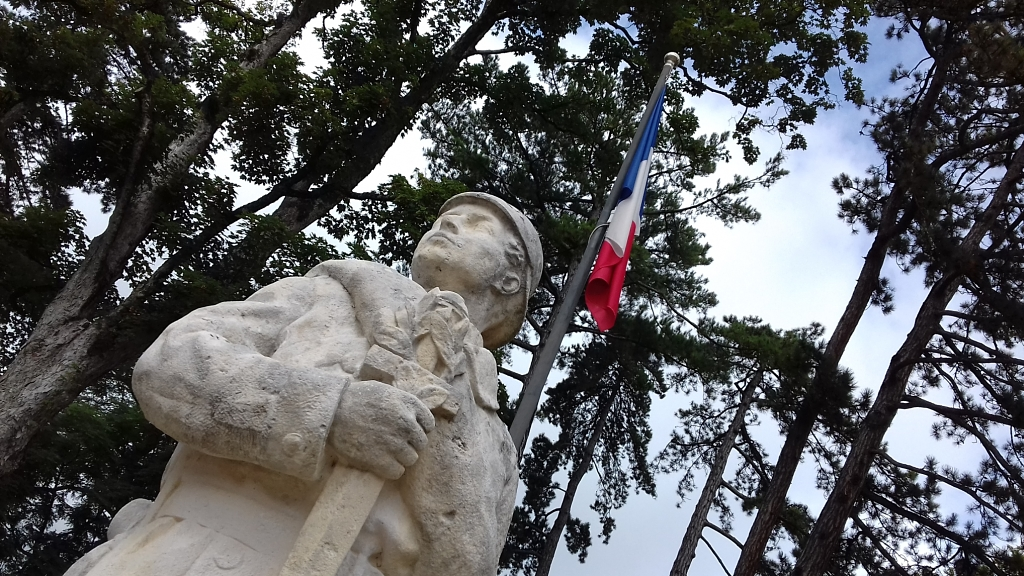
Albert Pasche Le poilu du monument aux morts du Parc des Glacis (Vue 1) (Août 2021).
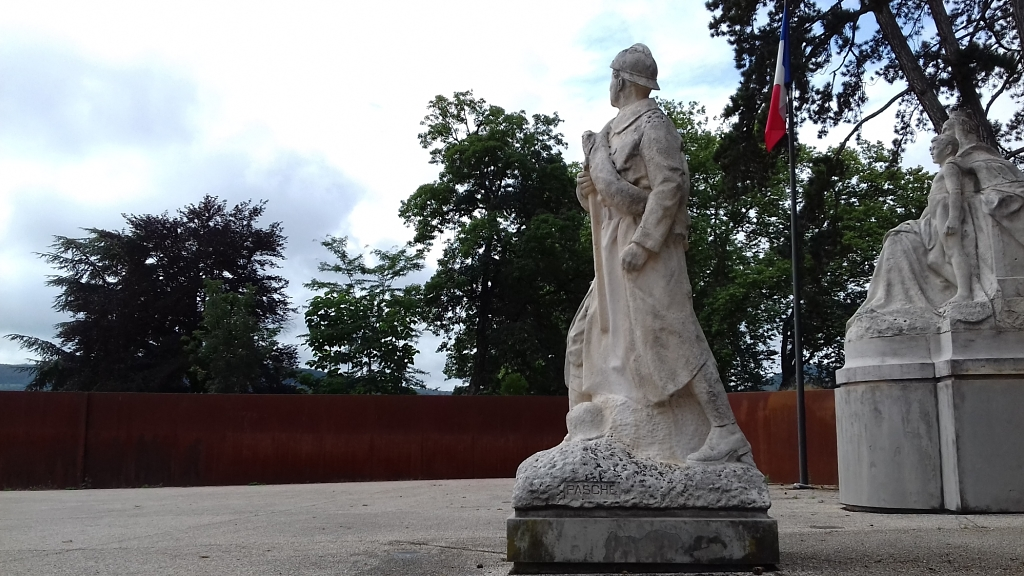
Albert Pasche Le poilu du monument aux morts du Parc des Glacis (Vue 2) (Août 2021).
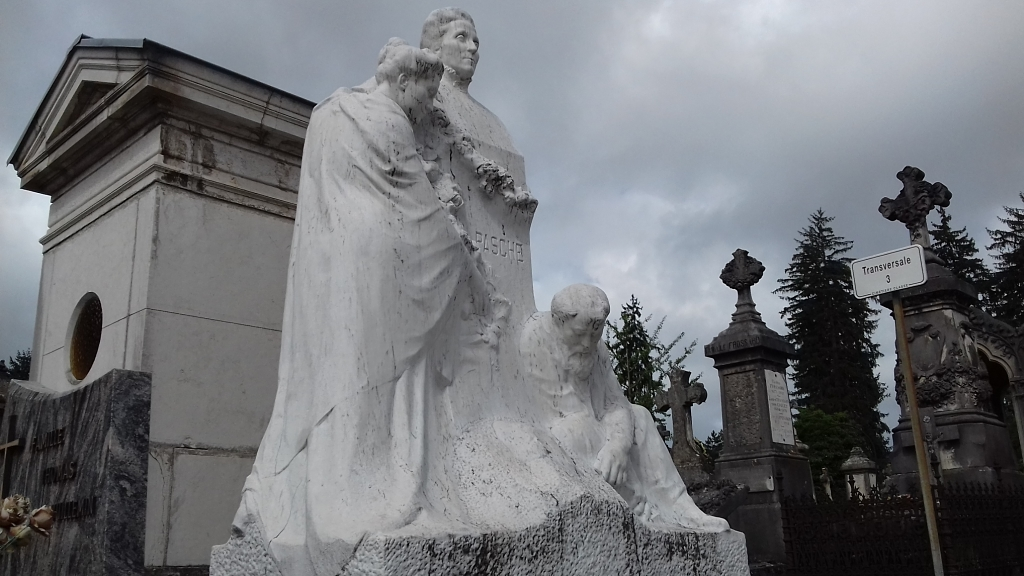
Albert Pasche Famille Pasche monument funéraire cimetière des Chaprais (Vue 1) (Août 2021).
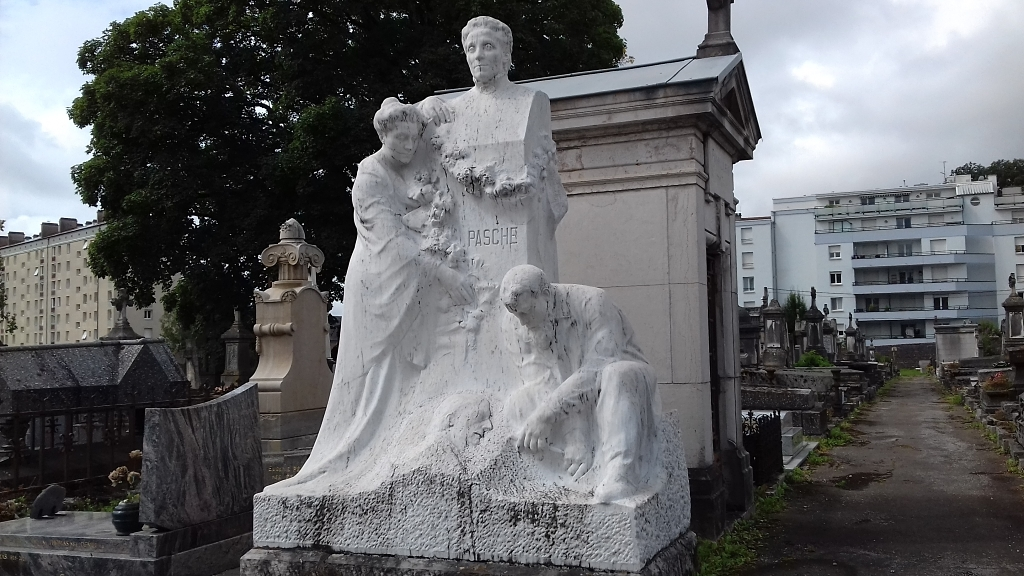
Albert Pasche Famille Pasche monument funéraire cimetière des Chaprais (Vue 2) (Août 2021).
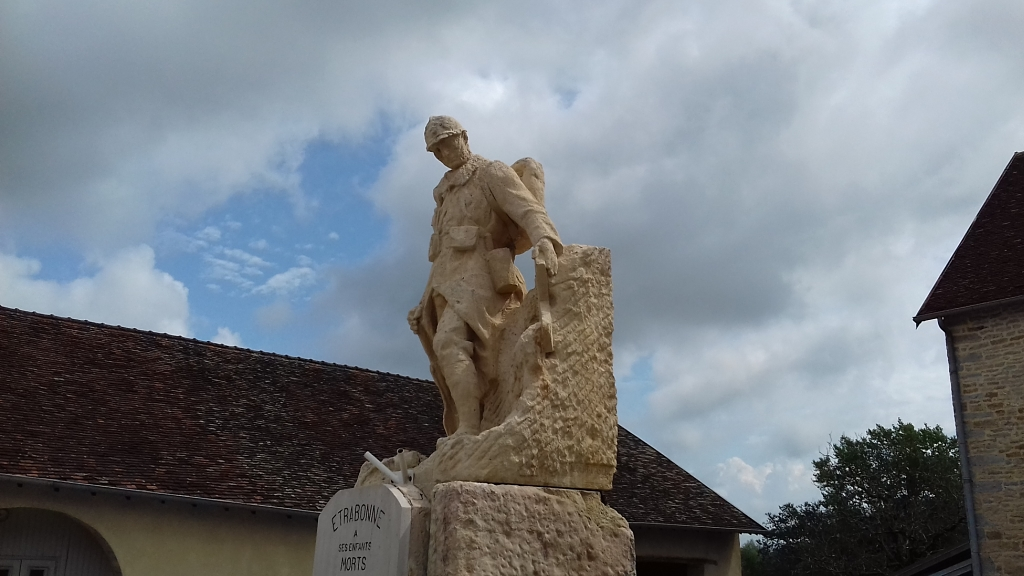
Albert Pasche monument aux morts d’Étrabonne (Vue 1) (Août 2021).
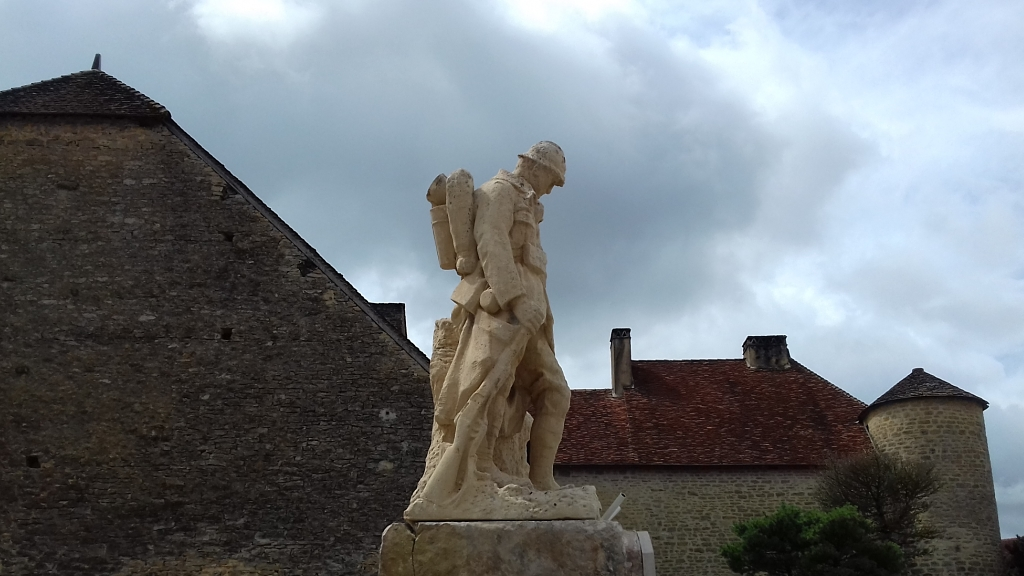
Albert Pasche monument aux morts d’Étrabonne (Vue 2) (Août 2021).